# Südpazifikspiele 2003/Squash
Bei den Südpazifikspielen 2003 in Suva auf Fidschi fanden vom 30. Juni bis 10. Juli 2003 im Squash vier Wettbewerbe statt. Austragungsort waren die Victoria Squash Courts.

## Bilanz

### Medaillenspiegel
| Platz  | Land            | Gold | Silber | Bronze | Gesamt |
| ------ | --------------- | ---- | ------ | ------ | ------ |
| 1      | Papua-Neuguinea | 4    | 1      | 1      | 6      |
| 2      | Neukaledonien   | —    | 2      | 1      | 3      |
| 3      | Fidschi         | —    | 1      | 1      | 2      |
| 4      | Cookinseln      | —    | —      | 1      | 1      |
| Gesamt | Gesamt          | 4    | 4      | 4      | 12     |

### Medaillengewinner
| Disziplin        | Gold                                                                                    | Silber                                                                         | Bronze                                                                |
| ---------------- | --------------------------------------------------------------------------------------- | ------------------------------------------------------------------------------ | --------------------------------------------------------------------- |
| Herreneinzel     | Derek Hunter                                                                            | Emerick Delaveuve                                                              | Scott Evans                                                           |
| Dameneinzel      | Naluge Guy                                                                              | Imong Brooksbank                                                               | Tepua Russell                                                         |
| Herrenmannschaft | Papua-NeuguineaDerek Hunter Scott Evans Damien Tam Alan Tsang                           | NeukaledonienEmerick Delaveuve Robert Stirrup Laurent Guepy Gregory Corigliano | FidschiWarren Yee Andrew Mcgoon Sonalmeet Nagra Dylan Billimoria      |
| Damenmannschaft  | Papua-NeuguineaNaluge Guy Imong Brooksbank Barbara Stubbings Brigith Matrus Tina Yansom | FidschiNazrana Samut Rita Morris Norma Tivoli Wati Swan                        | NeukaledonienGina Duong Christelle Nagle Ornella Pascal Peggy Paulmin |